# Stamáta Revíthi
Stamàta Revithi (in greco Σταμάτα Ρεβίθη?; Siro, 1866 – ...) è stata una maratoneta greca, che gareggiò, non ufficialmente, nella maratona ai Giochi della I Olimpiade del 1896, manifestazione a cui potevano partecipare solo gli atleti maschi.

## Biografia
Revíthi era una donna greca, madre di due bambini, uno morto nel 1895, e un secondo che aveva 17 mesi nell'aprile 1896, quando partecipò alle Olimpiadi di Atene. Visse in umili condizioni per 30 anni nella zona nei pressi del Pireo; le fonti contemporanee non fanno riferimenti per quanto riguarda suo marito, quindi probabilmente era vedova. Secondo Athanasios Tarasouleas, uno storico olimpico, era bionda e sottile, con occhi grandi e sembrava molto più vecchia della sua reale età. Probabilmente era conosciuta anche come Melpomene.

### I Giochi Olimpici del 1896

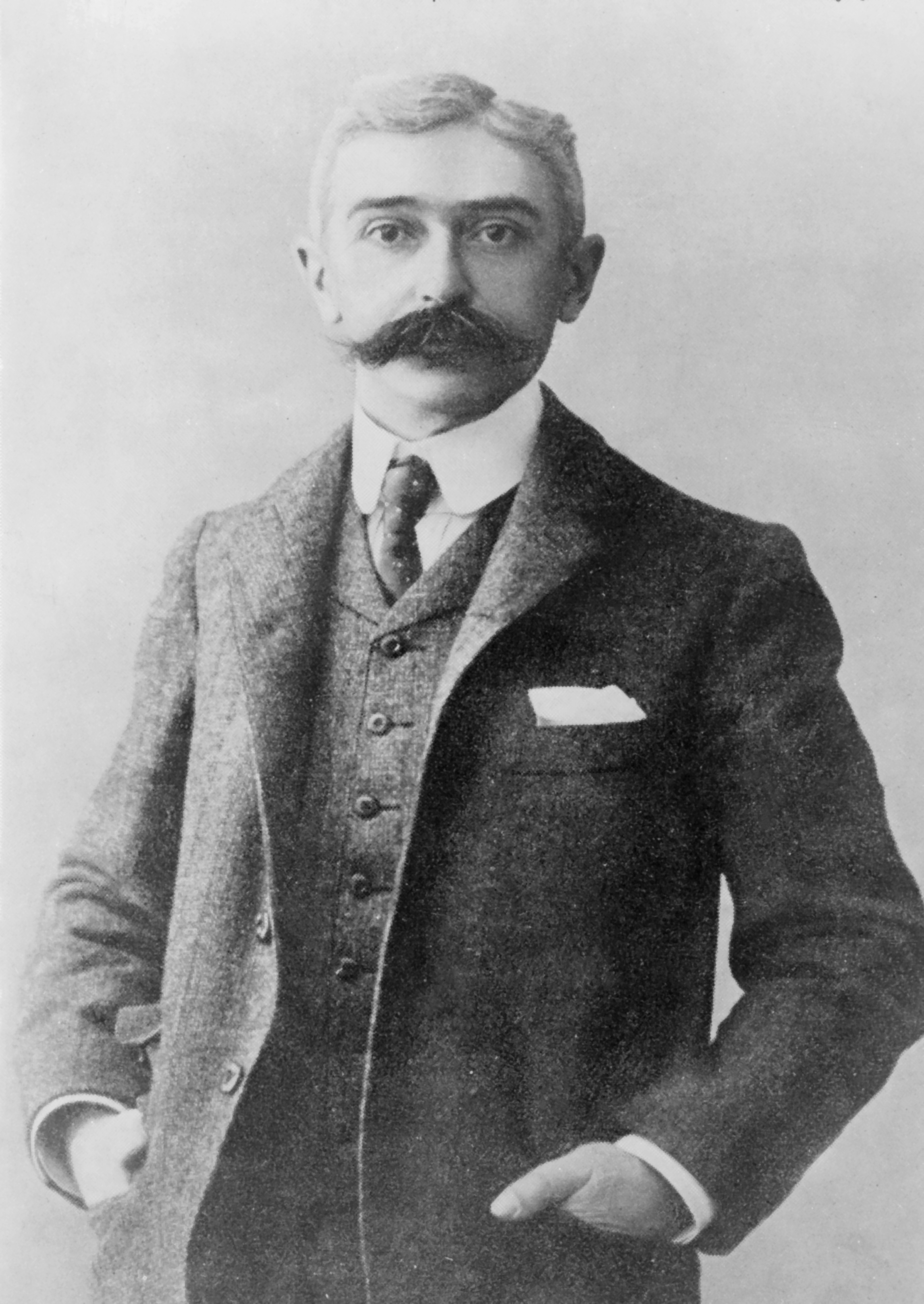
Coubertin credeva che "la partecipazione di atleti donne fosse un male per l'atleta di sesso maschile, e che le atlete dovessero essere escluse dal programma olimpico".

Revìthi andò ad Atene nel tentativo di trovare un lavoro, percorrendo una distanza di circa nove chilometri dalla capitale greca alla sua casa. Il suo viaggio si svolse numerosi giorni prima la gara della maratona, che faceva parte del programma olimpico di atletica leggera.
Nel suo cammino verso Atene Revithi incontrò lungo la strada un corridore che le diede dei soldi e le consigliò di correre la maratona per diventare famosa e, di conseguenza, guadagnare soldi o trovare più facilmente un lavoro. Così essa decise di correre la gara, in quanto aveva corso per lunghe distanze quando era giovane e credeva di poter battere i suoi avversari maschi.
I Giochi della I Olimpiade del 1896 furono i primi tenuti in epoca moderna; in generale, il regolamento dei giochi escludeva le donne dalle competizioni: influenzato dalle tradizioni e dalla cultura del tempo, in cui le donne, nell'epoca vittoriana erano considerate inferiori agli uomini, e della sua ammirazione per i giochi olimpici antichi, quando solo gli uomini sono stati autorizzati a partecipare agli eventi (con l'esclusione di donne, schiavi e uomini non greci), il barone Pierre de Coubertin, ideatore dei Giochi olimpici moderni, non era favorevole alla partecipazione delle donne ai Giochi Olimpici o nello sport in generale, credendo che il più grande obiettivo nella vita di una donna fosse quello di incoraggiare i suoi figli a distinguersi nello sport e applaudire lo sforzo degli uomini.

### La maratona
Revithi arrivò nel piccolo villaggio di Maratona, luogo di partenza della gara, giovedì 9 aprile (28 marzo secondo il calendario giuliano), dove gli atleti erano già riuniti per la gara del giorno seguente, attirando l'attenzione di giornalisti. Venne salutata calorosamente dal sindaco di Maratona, che la ospitò nella sua casa. Rispose alle domande dei giornalisti e fu rapida a controbattere ad un atleta di Chalandri, che l'aveva presa in giro, prevedendo che quando sarebbe entrata allo stadio, la folla non sarebbe rimasta. Revithi replicò che non avrebbe dovuto insultare le donne, in quanto gli atleti greci erano già stati umiliati dagli statunitensi.
Prima della partenza, la mattina di venerdì 10 aprile (o 29 marzo), il vecchio prete di Maratona, Ioannis Veliotis, disse una preghiera per gli atleti nella chiesa di San Giovanni. Veliotis rifiutò di benedire Revìthi perché non era un'atleta ufficialmente riconosciuta. Il comitato organizzatore dell'Olimpiade, in ultima analisi, le negò la partecipazione alla gara. Ufficialmente venne respinta in quanto la scadenza dell'iscrizione era trascorsa, ma secondo gli storici olimpici David Martin e Roger Gynn il vero problema era il suo sesso. Secondo Tarasouleas, gli organizzatori avrebbero promesso che avrebbe potuto partecipare, con una squadra di donne americane, in un'altra gara ad Atene, che tuttavia non ebbe mai luogo.
Alle 8:00 del giorno successivo, l'11 aprile 1896, Revithi cominciò a correre la maratona da sola. Prima di iniziare, ebbe come testimoni alla partenza l'insegnante della città, il sindaco e il magistrato della città. Corse la gara ad un ritmo costante e giunse a Parapigmata, ad Atene, alle 13:30 (5 ore e mezza). A Revithi non fu permesso di entrare allo stadio Panathinaiko; la sua gara venne fermata a Parapigmata da parte di alcuni ufficiali dell'esercito greco, ai quali chiese di rilasciare una dichiarazione scritta per certificare il tempo di arrivo ad Atene. Dichiarò ai reporter che voleva incontrare Timoleonte Philimon (il segretario generale del Comitato Olimpico Ellenico) per presentare il suo caso. Storici ritengono che avesse intenzione di presentare i documenti che attestavano la sua partecipazione e i suoi tempi, nella speranza di vedere riconosciuto il risultato. Né i suoi rapporti, né i documenti del Comitato Olimpico ellenico sono stati scoperti a conferma.